# NS-Ordensburgen
Nella Germania nazista, i NS-Ordensburgen (Castelli dell'Ordine nazionalsocialista, singolare Ordensburg), chiamato anche Schulungsburgen, erano scuole sviluppate per élite militari nazisti d'élite. C'erano requisiti severi per l'ammissione alle scuole. I candidati Junker dovevano avere un'età compresa tra 25 e 30 anni, appartenere al Partito Nazionalsocialista, alla Gioventù Hitleriana, allo Sturmabteilung o allo Schutzstaffel, essere fisicamente completamente sani ed essere purosangue senza difetti ereditari. Il termine Ordensburg fu preso in prestito dai nazisti dallo storico Ordine Teutonico.
Sotto le riforme del Partito Nazionalsocialista, furono istituite scuole speciali per i bambini di importanti leader nazisti. Sono state istituite le "scuole Adolf Hitler" per le elementari e Ordensburgen per gli studenti delle scuole secondarie. Queste scuole avrebbero dovuto rivelare i futuri leader d'élite del Partito, addestrati in materie tecniche e nell'ideologia nazista. Ordensburgen è stata progettata per gli studenti che avevano completato le Scuole Adolf Hitler, sottoposti a sei mesi di addestramento obbligatorio per il lavoro, due anni nell'esercito e che avevano già scelto la loro professione. 
Poiché gli studenti erano così isolati e la loro educazione era così specializzata, spesso venivano percepiti come arroganti pur conoscendo poco di valore pratico. Molti alti funzionari nazisti scelsero di non mandare i loro figli in queste scuole. Perfino Martin Bormann mandò solo uno dei suoi figli più problematici in una scuola di Adolf Hitler, come una forma di punizione. 
Le scuole stesse erano in genere strutture rigide e moderne con strutture estese. Vogelsang, ad esempio, secondo quanto riferito conteneva la più grande palestra del mondo in quel momento. Ogni studente doveva frequentare tutte e quattro le istituzioni in sequenza, finendo nel sito storico del Marienburg medievale per l'addestramento che includeva esercitazioni militari a fuoco vivo.
Le tre istituzioni per l'educazione dei leader politici e i loro obiettivi educativi che furono costruiti furono:
- Ordensburg Vogelsang nel Nord Reno-Westfalia, con focus sulla filosofia razziale del nuovo ordine.
- Ordensburg Sonthofen in Baviera, Algovia, costruito nel 1934 con focus sui compiti amministrativi e militari e diplomazia. Questa struttura è stata utilizzata dalla Bundeswehr tedesca fino alla fine del 2007.
- Ordensburg Krössinsee in Pomerania con focus sullo sviluppo del carattere.

Secondo il modello formativo, gli studenti dovevano trascorrere un anno in ciascun castello per acquisire familiarità con ogni obiettivo educativo. La quarta e ultima Ordensburg, prevista per il sito dello storico castello di Marienburg nella Prussia occidentale, non fu mai costruita.
| Controllo di autorità | GND (DE) 7697415-7 |